# Francouzský cestovní pas

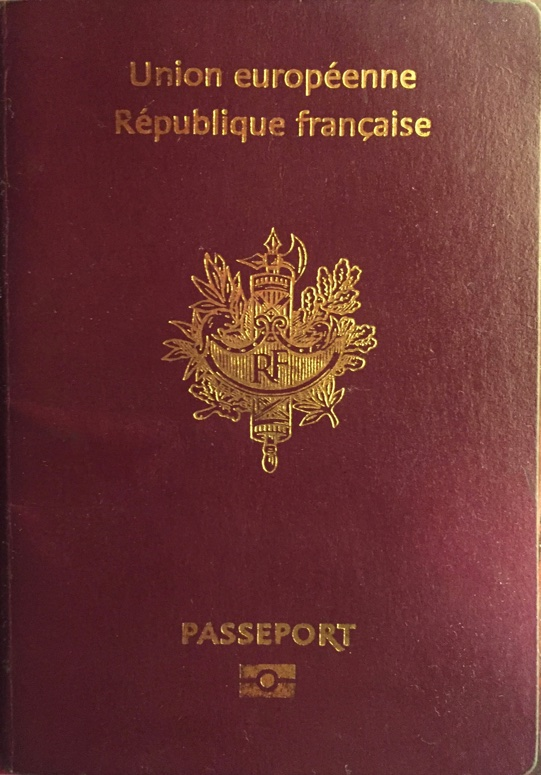
Francouzský cestovní pas

Francouzský cestovní pas je mezinárodní cestovní doklad vydávaný výhradně francouzským státem a jeho zámořskými území francouzským občanům a občanům těchto území. Tím, že může sloužit jako doklad o francouzském občanství, umožňuje diplomatickým a konzulárním službám ověřovat totožnost francouzských občanů na vnitrostátním území a poskytovat jim pomoc v zahraničí.
